# Allenoconcha monspittensis
Allenoconcha monspittensis är en snäckart som beskrevs av Preston 1913. Allenoconcha monspittensis ingår i släktet Allenoconcha och familjen Helicarionidae. Inga underarter finns listade i Catalogue of Life.